# Ciclogènesi

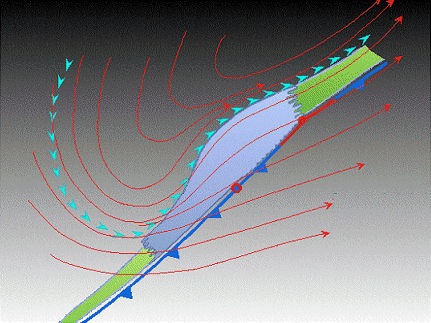
L'ona frontal inicial (o àrea de baixa pressió atmosfèrica) es forma en el lloc del punt vermell de la imatge. Normalment és perpendicular (és a dir, en angle recte) a la formació foliar del núvol (anomenada fulla baroclínica)
visible des del satèl·lit durant l'etapa primerenca de la ciclogènesi. La ubicació de l'eix del corrent en raig superior està en color blau clar.

La ciclogènesi és el desenvolupament o la consolidació de la circulació ciclònica en l'atmosfera (un sistema de baixa pressió).
Es tracta d'un terme que agrupa diversos processos, tots els quals donen lloc a la formació d'una mena de cicló. Pot ocórrer en diverses escales, des de la microescala a l'escala sinòptica. Els ciclons extratropicals formen ones al llarg dels fronts meteorològics, abans de la seva oclusió, per formar ciclons de nucli fred. Els ciclons tropicals es formen per la calor latent conduïda per l'activitat de les tempestes significatives i són de nucli càlid. Els mesociclons es formen sobre terra com ciclons de nucli càlid i poden portar a la formació de tornados. Les mànegues marines també es formen a partir de mesociclons. La ciclòlisi és el fenomen oposat a la ciclogènesi.
La ciclogènesi explosiva es produeix quan dues masses d'aire diferents, una càlida i l'altra freda, xoquen generant forts vents i abundants precipitacions, desenvolupant-se en un curt període, per això se'n diu "explosiva". Malgrat que en algunes de les seves característiques, com la del vent intens, s'assemblen als ciclons tropicals l'origen i l'evolució de tots dos són molt diferents. Un exemple de ciclogènesi explosiva va ser la que el 27 de febrer de 2010 afectà el nord de la península Ibèrica amb velocitats puntuals de vent a la província d'Ourense de 200 km/hora.